# La Vérité nue
Pour le film de Lewis Milestone, voir La Vérité nue (film, 1948).
Pour plus de détails, voir Fiche technique et Distribution.
La Vérité nue (Where the Truth Lies) est un film britannico-canadien réalisé par Atom Egoyan, sorti le 13 mai 2005.

## Résumé
Une jeune fille, autrefois handicapée et devenue journaliste, enquête sur un événement scandaleux dans la vie de ceux qui lui ont permis de revenir à la vie normale, Lenny et Vince, deux célèbres anciens animateurs de télévision. Elle cherche à découvrir quel est leur degré d'implication dans la mort d'une femme de chambre survenue quinze ans auparavant. Le film alterne l'enquête actuelle et les flashbacks sur les circonstances ayant conduit à la mort de la jeune femme à la fin des années cinquante, jusqu'à la révélation finale.

## Fiche technique
- Titre : La Vérité nue
- Titre original : Where the Truth Lies
- Réalisation : Atom Egoyan
- Scénario : Atom Egoyan, d'après le roman de Rupert Holmes
- Décors : Phillip Barker
- Photographie : Paul Sarossy
- Musique : Mychael Danna
- Montage : Susan Shipton
- Production : Robert Lantos, Chris Chrisafis, Sandra Cunningham, Atom Egoyan, Colin Leventhal, Donald A. Starr et Daniel J.B. Taylor
- Budget : 25 millions de dollars
- Pays d'origine :  Canada,  Royaume-Uni
- Langue : anglais
- Format : Couleurs - 2,35:1 - Dolby Digital - 35 mm
- Genre : Drame, Thriller érotique
- Durée : 107 minutes
- Dates de sorties en salles : 
  -  Canada : 7 octobre 2005
  -  États-Unis : 21 octobre 2005
  -  France : 21 décembre 2005
  -  Belgique : 4 janvier 2005

## Distribution
- Kevin Bacon (VF : Philippe Vincent) : Lanny Morris
- Colin Firth (VF : Christian Gonon) : Vince Collins
- Alison Lohman (VF : Marie Donnio) : Karen O'Connor
- Sonja Bennett (VF : Ludmila Ruoso) : Bonnie Trout
- David Hayman (VF : Bernard Crombey) : Reuben
- Rachel Blanchard : Maureen O'Flaherty
- Maury Chaykin : Sally
- Kristin Adams : Alice
- Deborah Grover : O'Flaherty
- Beau Starr : Jack Scaglia
- Kathryn Winslow : Coreen
- Rebecca Davis : Denise
- Anna Silk : Gina

Source et légende : Version française (V. F.) sur le site d’AlterEgo (la société de doublage)

## Autour du film
- Le tournage s'est déroulé à Brantford et Toronto, en Ontario (Canada), ainsi qu'à Londres et Los Angeles.

## Nomination
- Festival de Cannes 2005 : En compétition pour la Palme d'or